# أندي موغ
أندي موغ (من مواليد 18 فبراير 1960) هو حارس مرمى كندي محترف سابق في هوكي الجليد. لعب في دوري الهوكي الوطني (NHL) لصالح المنتخب الكندي، موغ هو بطل كأس ستانلي ثلاث مرات: 1984 و1985 و1987، حصل على كأس ويليام إم جينينغز في موسم 1989-1990 في دوري الهوكي الوطني لأقل عدد من الأهداف ضد الفريق خلال الموسم العادي ، حيث تقاسم الكأس مع شريكه في تسجيل الأهداف، أمضى موج موسم 2009-10 كمدرب مساعد لفريق دالاس ستارز.

## حياته الشخصية
بعد موسمين قضاها في المستوى الناشئ مع بيلينجز بيغورنز من دوري الهوكي الغربي ، تم استدعاء أندي موغ في الجولة السابعة من قبل إدمونتون أويلرز في مسودة عام 1980. وقضى معظم الموسمين التاليين مع ناديهم، أمضى المواسم الخمسة التالية معهم ، وتقاسم شبكة الفريق مع جرانت فور. فيما بينهم ، سوف يساعدون عمال المزيت الأقوياء في جمع ثلاثة أكواب ستانلي.
في عام 1987 ، بسبب عدم رضاه عن عقده الجديد ورغبته في الحصول على مزيد من الوقت الجليدي ، تركهم للانضمام إلى المنتخب الوطني الكندي، شارك معهم في دورة الألعاب الأولمبية الشتوية لعام 1988 حيث احتفظ بسجل قياسي بأربعة انتصارات في العديد من الألعاب. في مارس 1988 ، لم يعودوا بعد إلى أويلرز ، قاموا بتبادله مع بوسطن بروينز في المقابل ، على وجه الخصوص ، لحارس المرمى بيل رانفورد.
يسمح مجيء أندي موغ إلى بوسطن للفريق بالحصول على أفضل حارس مرمى؛ ما كان ينقصهم للذهاب بعيدا في التصفيات. ومع ذلك ، سيخسر بروينز في نهائي كأس ستانلي أمام أويلرز. في 1989-1990 ، فاز هو وزميله في الفريق ريجين ليملين بكأس وليام م. جينينغز الممنوح لحراس المرمى الذين سمحوا بأقل عدد من الأهداف خلال الموسم العادي. فخورًا باللقب ، سيساعد اللاعبان فريق بروينز مرة أخرى على التقدم إلى النهائي الكبير ، ومع ذلك ، فقد الفريق مرة أخرى أمام ادمونتون أويلرز.
في صيف عام 1993 ، أرسله آل بروينز إلى دالاس ستارز لإكمال صفقة حدثت قبل أيام قليلة بين الفريقين. في موسمه الأول مع النجوم ، وصل أندي موغ للمرة العاشرة في مسيرته إلى هضبة 20 انتصارًا في موسم واحد. خلال السنوات الأربع التي قضاها مع النجوم ، وصل أيضًا إلى علامة 350 انتصارًا في حياته المهنية بالإضافة إلى 25 إغلاقًا.
أصبح وكيلًا مجانيًا في صيف 1997 ، وقع عقدًا لموسم واحد مع مونترال الكندي قبل أن يتقاعد كلاعب.
عاد إلى النجوم في عام 2000 ، هذه المرة كمدرب حارس المرمى ، وهو المنصب الذي لا يزال يشغله حتى اليوم.

## الجوائز والإنجازات
- 1979-80 - فريق كل النجوم الثاني NHL
- 1983-84 - NHL - كأس ستانلي (ادمونتون)
- 1984-85 - NHL - كأس ستانلي (ادمونتون)
- 1986-87- NHL- كأس ستانلي (إدمونتون)

أندي موج هو ثاني أسرع حارس مرمى يصل إلى 300 نقطة فوز ، وقد فعل ذلك في مباراته رقم 543. وهو في المرتبة الثانية بعد جاك بلانت (526). كان خامس حارس مرمى يحقق انتصار 360 و 370. لدى موغ أيضًا أعلى نسبة فوز من أي حارس مرمى ليس في قاعة مشاهير الهوكي (580)، تعادل مع كريس أوسجود.

## راوبط خارجية
- أندي موغ على موقع دوري الهوكي الوطني (الإنجليزية)
- أندي موغ على موقع EliteProspects.com (الإنجليزية)
- أندي موغ على موقع HockeyDB.com (الإنجليزية)
- أندي موغ على موقع Hockey-Reference.com (الإنجليزية)
- أندي موغ على موقع أوليمبيديا (الإنجليزية)
- أندي موغ على موقع قاعة كولومبيا البريطانية للمشاهير الرياضية (الإنجليزية)